# Atle Roar Håland
Atle Roar Håland (født 26. juli 1977) er en norsk fodboldspiller, som spillede for AGF fra 2011 til 2013, hvor han valgte at afslutte karrieren .
"Der Alte" spillede centerforsvarer i IK Start, hvor han var anfører. Klubben rykkede dog ud af Tippeligaen i 2007-sæsonen, hvormed vejen var banet til at klubskifte hvor Atle igen kunne spille med på højeste niveau.
Hans nye klub blev OB, hvor han viste sig som en glimrende erstatning for klubbens tidligere anfører Ulrik Laursen, dog med nogle andre kvaliteter – blandt andet sin gode teknik og sine raids frem af banen, som sikkert stammer fra hans tid som midtbanespiller. Atle Roar Håland blev indehaver af rekorden for den hurtigste udvisning i Superligaens historie, da han den 10. maj 2008 i en kamp mod AC Horsens fik rødt kort efter kun 12 sekunder af kampen.
Håland fik sin landsholdsdebut for Norge i marts 2006 i en venskabskamp mod Senegal. Hans yndlingsspiller er Diego Maradona og yndlingsklubben hedder Liverpool FC.